# Bonito (Mato Grosso do Sul)
Bonito – miasto i gmina w Brazylii, w stanie Mato Grosso do Sul.